# Pseudapis armata
Pseudapis armata är en biart som först beskrevs av Olivier 1812.  Pseudapis armata ingår i släktet Pseudapis och familjen vägbin. Inga underarter finns listade i Catalogue of Life.